# Parosphromenus harveyi
Parosphromenus harveyi là một loài cá thuộc họ Belontiidae. Chúng là loài đặc hữu của Malaysia.